# Merit Adigwe
Merit Chinenyenwa Adigwe (Crema, 24 agosto 2006) è una pallavolista italiana, opposto dell'Imoco.

## Biografia
Nasce a Crema da genitori nigeriani.

## Caratteristiche tecniche
Originariamente utilizzata come centrale, successivamente modifica il proprio ruolo in quello di opposto.

## Carriera

### Club
La carriera di Merit Adigwe inizia nella stagione 2020-21 nel Volley 2.0, in Serie B2: conquista la promozione in Serie B1, categoria che disputa nell'annata successiva vestendo la maglia della Pool Piave.
Nella stagione 2024-25 viene ingaggiata dall'Imoco, esordendo in Serie A1, con cui vince la Supercoppa italiana, il campionato mondiale per club, la Coppa Italia, lo scudetto e la Champions League.

### Nazionale
Nel 2022 viene convocata nella nazionale italiana under 17, aggiudicandosi la medaglia d'oro al campionato europeo; nel 2023 è in quella under 19 e mette al collo il bronzo al campionato mondiale, nel 2024, con quella under 20, conquista l'argento al campionato europeo, mentre nel 2025, con la selezione under 21, vince l'oro al campionato mondiale, dove è premiata come MVP e miglior opposto.

## Palmarès

### Club
- Campionato italiano: 1

2024-25
- Coppa Italia: 1

2024-25
- Supercoppa italiana: 1

2024
- Campionato mondiale per club: 1

2024
- CEV Champions League: 1

2024-25

### Nazionale (competizioni minori)
- Campionato europeo under 17 2022
- Campionato mondiale under 19 2023
- Campionato europeo under 20 2024
- Campionato mondiale under 21 2025

### Premi individuali
- 2025 - Campionato mondiale under 21: MVP
- 2025 - Campionato mondiale under 21: Miglior opposto